# Toleman TG181
Toleman TG181 (и его модификации TG181B и TG181C) — гоночный  автомобиль Формулы-1, разработанный конструктором Рори Бирном и выступавший в Чемпионатах мира сезонов 1981 и 1982 годов.

## Результаты выступлений в гонках
| Год  | Шасси            | Двигатель     | Шины | Пилоты | 1    | 2   | 3    | 4   | 5    | 6    | 7   | 8   | 9    | 10   | 11   | 12  | 13   | 14   | 15   | 16  | Место | Очки |
| ---- | ---------------- | ------------- | ---- | ------ | ---- | --- | ---- | --- | ---- | ---- | --- | --- | ---- | ---- | ---- | --- | ---- | ---- | ---- | --- | ----- | ---- |
| 1981 | Toleman TG181    | Hart 415T L4T | M P  |        | СШЗ  | БРА | АРГ  | САН | БЕЛ  | МОН  | ИСП | ФРА | ВЕЛ  | ГЕР  | АВТ  | НИД | ИТА  | КАН  | СИЗ  |     | НКЛ   | 0    |
| 1981 | Toleman TG181    | Hart 415T L4T | M P  | Хентон |      |     |      | НКВ | НКВ  | НПКВ | НКВ | НКВ | НКВ  | НКВ  | НКВ  | НКВ | 10   | НКВ  | НКВ  |     | НКЛ   | 0    |
| 1981 | Toleman TG181    | Hart 415T L4T | M P  | Уорик  |      |     |      | НКВ | НКВ  | НПКВ | НКВ | НКВ | НКВ  | НКВ  | НКВ  | НКВ | НКВ  | НКВ  | Сход |     | НКЛ   | 0    |
| 1982 | Toleman TG181B/C | Hart 415T L4T | P    |        | ЮАР  | БРА | СШЗ  | САН | БЕЛ  | МОН  | ДЕТ | КАН | НИД  | ВЕЛ  | ФРА  | ГЕР | АВТ  | ШВА  | ИТА  | СИЗ | НКЛ   | 0    |
| 1982 | Toleman TG181B/C | Hart 415T L4T | P    | Уорик  | Сход | НКВ | НПКВ | НС  | Сход | НКВ  |     |     | Сход | Сход | 15   | 10  | Сход | Сход |      |     | НКЛ   | 0    |
| 1982 | Toleman TG181B/C | Hart 415T L4T | P    | Фаби   | НКВ  | НКВ | НКВ  | НКЛ | Сход | НПКВ |     |     | НКВ  | Сход | Сход | НКВ | Сход | Сход | Сход | НКВ | НКЛ   | 0    |

| Легенда к таблице |                                                                    |
| --- | ------------------------------------------------------------------ |
| В таблице перечислены результаты всех Гран-при Формулы-1, в которых использовался автомобиль. Строками таблицы являются сезоны, столбцами — этапы чемпионата мира. В каждой клетке указаны сокращённое название этапа и результат, дополнительно обозначенный цветом. Расшифровка обозначений и цветов представлена в нижеследующей таблице. |                                                                    |
| \| Пример \| Описание \| \| ------------ \| ------------------------------------------------------------------ \| \| 1 \| Победитель \| \| 2 \| Второе место \| \| 3 \| Третье место \| \| 5 \| Финишировал, заработав очки \| \| Сход \| Не финишировал, но при этом заработал очки \| \| 12 \| Финишировал, не получив очков \| \| НКЛ \| Финишировал, но не попал в финальную классификацию \| \| 15 \| Участвовал вне зачёта, либо по отдельной классификации \| \| 18 \| Не финишировал, но попал в финальную классификацию \| \| Сход \| Не финишировал \| \| НКВ \| Не прошёл квалификацию \| \| НПКВ \| Не прошёл предквалификацию \| \| ДСК \| Дисквалифицирован \| \| ИСК \| Исключён из протокола соревнований \| \| ТТ \| Заявлен для участия только в тренировках \| \| НС \| Участвовал в квалификации, но не стартовал в гонке \| \| Т \| Травмирован или болен \| \| ОТК \| Отказ от участия \| \| НТР \| Прибыл на соревнования, но на трассу не выезжал \| \| НПР \| Был заявлен в числе участников, но не прибыл к началу соревнований \| \| О \| Соревнования отменены \| \| \| Не участвовал \| \| Поул-позиция \| \| \| Быстрый круг \| \| |                                                                    |
| Пример | Описание                                                           |
| 1 | Победитель                                                         |
| 2 | Второе место                                                       |
| 3 | Третье место                                                       |
| 5 | Финишировал, заработав очки                                        |
| Сход | Не финишировал, но при этом заработал очки                         |
| 12 | Финишировал, не получив очков                                      |
| НКЛ | Финишировал, но не попал в финальную классификацию                 |
| 15 | Участвовал вне зачёта, либо по отдельной классификации             |
| 18 | Не финишировал, но попал в финальную классификацию                 |
| Сход | Не финишировал                                                     |
| НКВ | Не прошёл квалификацию                                             |
| НПКВ | Не прошёл предквалификацию                                         |
| ДСК | Дисквалифицирован                                                  |
| ИСК | Исключён из протокола соревнований                                 |
| ТТ | Заявлен для участия только в тренировках                           |
| НС | Участвовал в квалификации, но не стартовал в гонке                 |
| Т | Травмирован или болен                                              |
| ОТК | Отказ от участия                                                   |
| НТР | Прибыл на соревнования, но на трассу не выезжал                    |
| НПР | Был заявлен в числе участников, но не прибыл к началу соревнований |
| О | Соревнования отменены                                              |
| | Не участвовал                                                      |
| Поул-позиция |                                                                    |
| Быстрый круг |                                                                    |